# ديدييه كيكي
ديدييه كيكي هو منافس ألعاب قوى بنيني، ولد في 30 نوفمبر 1995.

## وصلات خارجية
- ديدييه كيكي على موقع الاتحاد الدولي لألعاب القوى (الإنجليزية)
- ديدييه كيكي على موقع اللجنة الأولمبية الدولية (الإنجليزية)
- ديدييه كيكي على موقع أوليمبيديا (الإنجليزية)